# Coqueiros do Sul
Coqueiros do Sul é um município brasileiro localizado na Microrregião de Carazinho, Região Noroeste do estado do Rio Grande do Sul.
A distância rodoviária até Porto Alegre, capital administrativa estadual, é de 312 quilômetros.

## Geografia
Localiza-se na latitude 28º07'08" sul e longitude 52º46'57" oeste, a 601 metros acima do nível do mar.
Com um clima subtropical úmido (Classificação climática de Köppen-Geiger: Cfa), possui uma área de 275,549 km², com população estimada pelo IBGE, em 2019, de 2.306 habitantes.

## História
A ocupação e colonização da área atual do município foi iniciada por volta de 1920, quando o pioneiro Homero Guerra loteou e vendeu áreas para pequenos produtores rurais. 
Segundo relatos de descendentes dos colonizadores, picadas foram abertas para a construção das primeiras casas. No acesso, três coqueiros se destacavam na paisagem, dando à localidade o apelido de "Três Coqueiros". Com a criação do distrito, o nome foi alterado para "Coqueiros" e, finalmente, após a emancipação,  no ano de 1992, recebeu a denominação de Coqueiros do Sul, por já existir outro município com o mesmo nome. 
A etnia alemã predomina entre seus habitantes.

## Economia
A economia de Coqueiros do Sul é baseada na agropecuária, com a predominância de minifúndios e de algumas empresas voltadas ao agronegócio. 

Em 2017, o PIB total foi de R$ 103.674,69 (mil), com um PIB per capita de R$ 42.178,47.